# Fauzi Hamdan
Fauzi Hamdán Amad (Ciudad de México, 17 de abril de 1943) es un abogado y político mexicano, miembro del Partido Acción Nacional. Ha sido diputado federal en dos ocasiones, senador de la República y diputado a la Asamblea Legislativa del Distrito Federal, a la renuncia de Jorge Gaxiola Moraila, asume el cargo de rector de la Escuela Libre de Derecho. Fue sucedido en el cargo por Luis Díaz Mirón.

## Biografía
Fauzi Hamdán nació en la Ciudad de México, Distrito Federal, el 17 de abril de 1943. Estudió la carrera de abogado en la Escuela Libre de Derecho, formando parte de la generación 1964-1968. En dicha escuela ha impartido las cátedras de Primer Curso de Economía Política de 1970 a 1972 y el primer curso de Derecho Administrativo desde 1972 al 2021.

## Trayectoria profesional
En su actividad profesional, se ha desarrollado en las materias de Derecho Administrativo, Constitucional, Mercantil y Fiscal como consultor y litigante.
Se integró a la política en 1991, cuando fue elegido Diputado plurinominal a la LV Legislatura, luego fue diputado a la Asamblea Legislativa del Distrito Federal de 1994 a 1997 y fue de nuevo diputado federal a la LVII Legislatura de 1997 a 2000, en 2000 fue elegido senador de la República. Su actividad legislativa se ha centrado principalmente en temas económicos y hacendarios.
Ha publicado dos colecciones de artículos en forma de libro. Fue rector en la Escuela Libre de Derecho del 2010 al 2015.